# Jean Loubignac
Jean Alexandre Loubignac, est un réalisateur et scénariste français, né le 23 novembre 1901 à Neuilly-sur-Seine, mort le 4 mars 1991 à Romans-sur-Isère dans la Drôme.

## Biographie
Spécialiste de la comédie populaire, Jean Loubignac a notamment réalisé, en 1954, Ah ! les belles bacchantes, écrit et interprété par Robert Dhéry, Louis de Funès et Francis Blanche.

## Filmographie
Réalisateur
- 1938 : Sommes-nous défendus ?
- 1948 : Le voleur se porte bien
- 1948 : Le Barbier de Séville
- 1949 : Piège à hommes
- 1949 : Le Martyr de Bougival
- 1950 : Piédalu voyage (court métrage)
- 1950 : Le Gang des tractions-arrière
- 1951 : Piédalu à Paris
- 1952 : Foyer perdu
- 1952 : Piédalu fait des miracles
- 1954 : Piédalu député
- 1954 : Ah ! les belles bacchantes
- 1956 : Coup dur chez les mous

Monteur
- 1938 : La France est un empire d'Emmanuel Bourcier
- 1941 : Le Valet maître de Paul Mesnier

Scénariste
- 1946 : L'Homme au chapeau rond de Pierre Billon[2]